# Dustin Moskovitz
Dustin Aaron Moskovitz (Gainesville, 22 maggio 1984) è un imprenditore statunitense, cofondatore del social network Facebook insieme a Mark Zuckerberg, Eduardo Saverin e Chris Hughes.
Moskovitz detiene una quota del 6% di Facebook, e il suo patrimonio risalente al 2015 è di circa 7,9 miliardi di dollari (Forbes Billionaires List 2015). 
Nel 2010, Forbes 400 ha classificato Dustin Moskovitz come il più giovane miliardario in dollari del mondo.

## Biografia
Nato in Florida da genitori ebrei, Moskovitz ha frequentato Economia all'Università di Harvard per due anni, prima di trasferirsi a Palo Alto per lavorare a tempo pieno su Facebook.
Il 3 ottobre 2008, Moskovitz ha annunciato che avrebbe lasciato Facebook entro un mese per formare una nuova società con Justin Rosenstein, un responsabile tecnico che, prima di lavorare con Facebook, aveva collaborato con Google.
Moskovitz intende costituire una società, Lille, che starà "alla vostra vita lavorativa come Facebook.com sta alla vostra vita sociale". Moskovitz aveva reclutato Rosenstein dentro Facebook; in quest'ambito, avevano collaborato insieme allo sviluppo di software per gli utenti business. La partenza di Moskovitz ha fatto seguito ad una serie di partenze da parte dei dirigenti Facebook. In risposta a questo fatto, Mark Zuckerberg, AD di Facebook, ha rilasciato la seguente dichiarazione: "Dustin ha sempre avuto a cuore gli interessi di Facebook e sarà sempre qualcuno a cui mi rivolgerò per un consiglio."

## Ruolo nella fondazione di Facebook
Quattro compagni di stanza - Zuckerberg, Eduardo Saverin, Chris Hughes e Moskovitz - fondarono Facebook nella loro stanza di un dormitorio di Harvard nel febbraio del 2004, inizialmente come thefacebook.com, cioè una directory online di tutti gli studenti di Harvard, concepita per aiutare gli studenti residenti ad identificare i membri di altre residenze. Nel giugno 2004, Zuckerberg e Moskovitz si presero un anno sabbatico da Harvard e trasferirono la base operativa di Facebook a Palo Alto, in California, prendendo residenza nell'appartamento di Sean Parker ed assumendo altri otto dipendenti. All'interno di Facebook, Moskovitz era vicepresidente e capo dello staff tecnico, e lavorava sugli strumenti interni e sulla strategia della società.
L'abilità di Moskovitz nello scrivere codici è stata messa in discussione. Moskovitz appare nel film The Social Network interpretato da Joseph Mazzello.